# سانتانو باتاچاریا
سانتانو باتاچاریا (انگلیسی: Santanu Bhattacharya؛ زادهٔ ۲۳ آوریل ۱۹۵۷) استاد دانشگاه و دانشمند در زمینه شیمی اهل هندوستان است.